# 拉达克战争
拉达克战争是17世纪下半叶（时值清康熙年间）发生的西藏与拉达克之间的战争。拉达克以宗教问题为由，联合不丹企图挑起与西藏之间的战争。五世达赖喇嘛派遣噶丹泽旺率领和硕特汗国蒙藏联军果断出击。尽管战事一度招致莫卧儿帝国军队的干涉，但最终甘丹颇章政权仍通过军事、外交等途径取得战争的胜利，巩固了自身在西藏的统治，也加强了拉达克对青藏高原文化圈的认同。

## 战争背景
1626年（时值明朝末年），与拉达克相邻的古格国王赤·扎西巴登（赤·扎西扎巴德），改变祖先尊奉佛教、为佛教施主的传统，支持葡萄牙籍天主教传教士神甫安东尼奥·德尔·安德拉德等人（化装成商人潜入）在境内传教以打擊佛教勢力，并于1626年拆毁民房、修建起西藏历史上第一座天主教教堂。从印度陸續入境的传教士還试图劝说古格国王夫妇正式改信天主教，强迫喇嘛还俗等。種種措施引起了出家为僧的国王之弟扎达的反感，领导虔诚信仰佛教的当地藏人起来反抗。拉达克国王僧格南嘉（1595－1645年）应古格当地佛教徒之邀，于1635年派兵攻入古格，杀死国王，驱逐传教士，曾经作为西藏文明之中心的古格王朝至此灭亡。
僧格南嘉占领古格以后，委派自己的儿子因陀罗菩提南杰（Indara-bhoti-rnam-rgyal）统治古格地区。僧格朗嘉并继续派兵至西热、嘉嘉（现约在日喀则地区范围内）一带，强迫当时的西藏统治者末代藏巴汗丹均汪波交纳金银、茶叶多箱。17世紀後期，僧格朗嘉的孙子德列南嘉（Delegs Namgyal，1675－1705年在位）乘西藏与不丹交战之际，挥兵攻占了古格、普兰等地，德雷南杰在不丹和西藏格魯派的爭端中支持同宗竹巴噶举派（vbrug-pa-bkav-rgyud）的不丹，他以支持不丹的名义加紧打击在古格的格鲁派僧人和寺院，宣称要把格鲁派驱除出阿里地区，并准备出兵东进，在军事上呼应不丹打击格鲁派，这就造成了此次拉达克战争。

## 首战阿里告捷
1679年，五世达赖喇嘛及其爱徒第巴桑结嘉措、持教法王达赖汗命令噶丹泽旺（达赖汗的堂弟、扎什伦布寺僧）率领蒙藏联军反击拉达克王的入侵，收复失地。藏文文献记载，噶丹泽旺笃信格鲁派，极有胆略，当时正在扎什伦布寺出家为僧。五世达赖喇嘛对他面授机宜，亲手授予他护身符、护法神幢，对他寄以莫大的期望。噶丹泽旺亦表示愿意遵命而行，但是考虑到参与征战必定要杀害生灵，所以便提出要退戒还俗，才能够率兵出征，在得到五世达赖喇嘛同意后，向自己的堪布退还了戒律和袈裟。他从藏北的纳木错湖畔征集了2500名蒙古骑兵，向阿里进发。噶丹泽旺进抵萨噶地方时，得到在此处任职的颇罗鼐的祖父阿松的配合支持，征调了一些当地的武装一同出征。
噶丹泽旺带领蒙藏联军，进入了阿里境内。蒙藏联军的反击显然没有引起拉达克王足够的重视。其将领更是认为噶丹泽旺是“头撞铁锤”自取灭亡之道，并宣称“要将马匹拴在拉萨的石碑上”。在这种舆论之下，释迦嘉措率领拉达克军队向东进军，目的明显，即一鼓作气击败蒙藏联军，并乘胜追击攻打卫藏。据考证，双方在森格藏布（印度河）上游扎西岗附近的荒原交战。这次遭遇战，精锐的蒙古骑兵充分发挥了骑兵突击的战术优势，彻底击溃了释迦嘉措率领的拉达克军。骑兵的优势使“拉达克人再也不敢在荒原旷野上厮杀”。面对锋芒正盛的蒙藏联军，被击溃的拉达克军逃窜至布壤达拉卡、扎章扎西岗等城堡之中负隅顽抗。由于蒙古军善于驱骑突袭并不善于徒步攻坚，再加上噶丹泽旺兵力有限，因此战事便进入胶着状态。

## 攻克拉达克首府列城
1680年，第巴桑结嘉措为了彻底解决拉达克的威胁，派遣大批援军支持噶丹泽旺。不同于首次以蒙古骑兵和地方武装为主的杂牌部队，此次援军包括了昂如瓦、白玛吉布等多名卫藏悍将在内的5000藏军精锐。噶丹泽旺果断做出一个出乎意料的决定，即迂回前进，直接进攻拉达克首府列城。这支几乎未受到任何抵抗的蒙藏联军在列城近郊的羌拉一带与拉达克军展开决战。猝不及防的拉达克军被彻底击败。拉达克王德列南嘉和主将释迦嘉措纷纷落荒而逃，列城不攻自破。破城后，噶丹泽旺给予将士大量的精赏。据史料载，此后拉达克残兵踞守巴郭及其附近，依托地理优势负隅顽抗。由于拉达克主力部队已被消灭，因此在此后的三年里（1681－1683年）双方一直以非对称的作战方式僵持。总之，拉达克战争尚未完全结束。

## 与莫卧儿军队决战互有胜负
拉达克王及其臣下不甘心失败，请求莫臥兒帝國克什米尔蘇巴的巴恰王（pa-chavi-rgyal-po；纳瓦布·易卜拉欣汗；Nawab Ibrahim Khan，1678－1685年在位）出兵援助。克什米爾蘇巴達爾（總督）巴恰王派其子菲戴汗（Fidai Khan）率军来到比图（spi-thub）地方和蒙藏联军交战。关于蒙藏联军和莫卧儿帝国军队交锋的结果，《颇罗鼐传》和《拉达克王统记》相差悬殊。据《颇罗鼐传》所载，“（噶丹泽旺）杀死不少敌人，活下来的四散溃逃……次日夜里伊斯兰教军队大哭而逃，甘丹汗王高举胜利的大旗，战败了敌军。”而《拉达克王统记》所载恰恰相反，认为“（克什米尔军）击败藏军，藏军丢盔弃甲……援军渐至比图，蒙军亦败北……为防拉达克王率军再来攻打，地方政府请竹巴活佛出面调停。”
就结局来看，整场战争固然是甘丹颇章取得胜利。可就这次交锋来看，蒙藏联军未必取得很大优势。关于莫卧儿帝国军队退兵的原因，据《颇罗鼐传》所载，由于诸护法神的庇佑，导致敌军突然大哭而逃，颇具传奇色彰。也有史料表明，菲戴汗是接受了甘丹才旺的巨额贿赂并达成所谓某种协议，才离开了拉达克。拉达克战争大约于1684年春结束。据史料载，在莫卧儿军队撤退后，噶丹泽旺借助准噶尔汗国首领噶尔丹的增援部队再次来到拉达克列城。失去援助的抵抗毫无意义，拉达克王最终投降。

## 战争结局
蒙藏联军最终取得胜利。此后，主巴噶举派的第六世竹钦活佛米旁旺布（又译作密龐旺波）前来斡旋，蒙藏联军后勤供应困难，也不想久留，于是交战双方罢兵。拉达克王德雷南杰前来噶丹泽旺将军处认错，叩头赔礼。噶丹泽旺将列城、比图、赤斯（krig-se）等7处碉楼、土地、财产归还给拉达克王，并要求拉达克方面发誓保证今后不再危害而要敬奉格鲁派，并要善待众属民。噶丹泽旺还把生活在阿里地区的吐蕃赞普后裔洛桑白玛（blo-bzang-pad-ma）委任为王，拨给他1000户百姓。此外，还令阿里地区的达布噶举派和宁玛派的各个寺院仍照以前的规矩奉行本派教法，不得对其扰害。对阿里地区的格鲁派的各个寺院，已破败者进行修葺，未破败者则加以扩展。双方还约定，拉达克王每年要向西藏进贡致谢，向达赖喇嘛的商上缴纳10钱黄金和10两藏红花，10匹霍索布料（hor-zhog）及1匹颇达布料（bab-sta）；西藏方面则为拉达克进贡的使团发放路费，派驮畜200头、马15匹等帮助运输。自此时开始，阿里地区又重新归属西藏政府管辖。《颇罗鼐传》记载说，噶丹泽旺在战争胜利后留下数百名蒙古兵丁驻守阿里，带领其他的军队返回。